# Piotr Sowisz
Piotr Sowisz (ur. 10 września 1971 w Wodzisławiu Śląskim), polski piłkarz, grający na pozycji obrońcy. Znany głównie z występów w Odrze Wodzisław Śląski i japońskim Kyoto Purple Sanga. W Ekstraklasie rozegrał 108 meczów i zdobył 4 bramki. W kwietniu 2013 został trenerem trzecioligowej Odry Wodzisław.
Jest ojcem siatkarki Karoliny Fedorek.